# Yann Aurel Bisseck
Yann Aurel Ludger Bisseck (Keulen, 29 november 2000) is een Duits voetballer die voor Inter Milan speelt.

## Carrière
Yann Aurel Bisseck speelde in de jeugd van SV Adler Dellbrück 1922 en 1. FC Köln. Op 16 november 2017 debuteerde hij voor Köln in de Bundesliga, in de met 0-2 verloren thuiswedstrijd tegen Hertha BSC. Bisseck speelde in het seizoen 2017/18 drie wedstrijden voor deze club, waarmee hij naar de 2. Bundesliga degradeerde. Het seizoen erna kwam hij niet in actie, alleen in het tweede elftal, en werd in de winterstop voor anderhalf jaar aan Holstein Kiel verhuurd. In augustus 2019 werd deze verhuurperiode echter beëindigd omdat Bisseck nauwelijks in actie kwam, waarna Köln hem voor de rest van het seizoen aan Roda JC Kerkrade verhuurde. Hier debuteerde hij op 15 november 2019, in de met 1-1 gelijkgespeelde uitwedstrijd tegen FC Dordrecht. Hij scoorde zijn enige doelpunt voor Roda in de met 2-2 gelijkgespeelde thuiswedstrijd tegen Jong AZ. Hij speelde in totaal tien wedstrijden voor Roda JC. In het seizoen 2020/21 werd hij aan Vitória SC verhuurd, waar hij alleen in actie kwam voor het tweede elftal. In het seizoen 2021/22 werd hij aan het Deense Aarhus GF verhuurd. Deze club nam hem in 2022 definitief over.

### Statistieken

#### Beloften
| Seizoen         | Club               | Competitie        | Competitie | Competitie |
| Seizoen         | Club               | Competitie        | Wed.       | Dlp.       |
| --------------- | ------------------ | ----------------- | ---------- | ---------- |
| 2017/18         | 1. FC Köln II      | Regionalliga West | 1          | 0          |
| 2018/19         | 1. FC Köln II      | Regionalliga West | 14         | 2          |
| 2018/19         | → Holstein Kiel II | Regionalliga Nord | 4          | 0          |
| 2019/20         | → Holstein Kiel II | Regionalliga Nord | 1          | 0          |
| 2020/21         | → Vitória SC II    | Campeonato        | 9          | 1          |
| Totaal beloften | Totaal beloften    | Totaal beloften   | 29         | 3          |

#### Senioren
| Seizoen                        | Club               | Competitie      | Competitie | Competitie | Beker | Beker | Overig | Overig | Totaal | Totaal |
| Seizoen                        | Club               | Competitie      | Wed.       | Dlp.       | Wed.  | Dlp.  | Wed.   | Dlp.   | Wed.   | Dlp.   |
| ------------------------------ | ------------------ | --------------- | ---------- | ---------- | ----- | ----- | ------ | ------ | ------ | ------ |
| 2017/18                        | 1. FC Köln         | Bundesliga      | 3          | 0          | 0     | 0     | –      | –      | 3      | 0      |
| 2018/19                        | 1. FC Köln         | 2. Bundesliga   | 0          | 0          | 0     | 0     | –      | –      | 0      | 0      |
| 2018/19                        | → Holstein Kiel    | 2. Bundesliga   | 3          | 0          | 0     | 0     | –      | –      | 3      | 0      |
| 2019/20                        | → Holstein Kiel    | 2. Bundesliga   | 0          | 0          | 0     | 0     | –      | –      | 0      | 0      |
| 2019/20                        | → Roda JC Kerkrade | Eerste divisie  | 10         | 1          | 0     | 0     | –      | –      | 10     | 1      |
| 2020/21                        | → Vitória SC       | Primeira Liga   | 0          | 0          | 0     | 0     | –      | –      | 0      | 0      |
| 2021/22                        | → Aarhus GF        | Superligaen     | 30         | 1          | 1     | 0     | 2      | 0      | 33     | 1      |
| 2022/23                        | Aarhus GF          | Superligaen     | 32         | 4          | 3     | 1     | –      | –      | 35     | 5      |
| 2023/24                        | Internazionale     | Serie A         | 16         | 2          | 2     | 0     | 3      | 0      | 21     | 2      |
| 2024/25                        | Internazionale     | Serie A         | 12         | 1          | 3     | 0     | 6      | 0      | 21     | 1      |
| Totaal senioren                | Totaal senioren    | Totaal senioren | 106        | 9          | 9     | 1     | 11     | 0      | 126    | 10     |
| Carrièretotaal                 | Carrièretotaal     | Carrièretotaal  | 135        | 12         | 9     | 1     | 11     | 0      | 155    | 13     |
| Bijgewerkt op 13 januari 2025. |                    |                 |            |            |       |       |        |        |        |        |